# Josefine Boel Rasmussen
Josefine Boel Rasmussen es una deportista danesa que compitió en vela en la clase Europe. Ganó una medalla en el Campeonato Mundial de Europe de 2007 y tres medallas en el Campeonato Mundial de Match Race Femenino entre los años 2013 y 2023.

## Palmarés internacional
| Campeonato Mundial | Campeonato Mundial    | Campeonato Mundial | Campeonato Mundial |
| Año                | Lugar                 | Medalla            | Clase              |
| ------------------ | --------------------- | ------------------ | ------------------ |
| 2007               | Workum (Países Bajos) | Medalla de plata   | Europe             |

| Campeonato Mundial | Campeonato Mundial     | Campeonato Mundial | Campeonato Mundial |
| Año                | Lugar                  | Medalla            | Clase              |
| ------------------ | ---------------------- | ------------------ | ------------------ |
| 2013               | Busan (Corea del Sur)  | Medalla de plata   | Match race         |
| 2015               | Middelfart (Dinamarca) | Medalla de plata   | Match race         |
| 2023               | Middelfart (Dinamarca) | Medalla de bronce  | Match race         |